# V-18
El V-18 (Vial 18) o Conexión de la autovía AC-14 con la autopista de peaje AP-9, es una vía de alta capacidad que permite tener la conexión alternativa a descongestionar el tráfico de la Avenida de Alfonso Molina desde el último kilómetro de la autopista de peaje AP-9 antes de incorporarse a la autovía urbana AC-11. Se da por nombrada, de forma provisional, la nomenclatura V-18, al menos como proyecto, al igual del actual Vial 14 (V-14) de la Tercera Ronda, ya que esta denominación figuran en los indicadores de las direcciones en la autovía AC-14.
Este Vial 18, estaba planificada por el Ministerio de Transportes, Movilidad y Agenda Urbana, de buscar las alternativas para la descongestión del tráfico de la Avenida de Alfonso Molina, en abril de 2012, en la primera legislatura del Gobierno de Mariano Rajoy, este estudio encargó el Ministerio de Transportes, Movilidad y Agenda Urbana, de la ministra Ana Pastor Julián.
La alternativa que encargó el estudio es para reducir el volumen del tráfico de la Avenida de Alfonso Molina, porque hace unos 15 años encargaron unos estudios de la alternativa gratuita de la autovía del Noroeste, (A-6) al centro de ciudad, La Coruña, que posteriormente ya había concluido las obras de la actual autovía AC-14. Esta autovía AC-14, no tiene conexiones directas a la Avenida de Alfonso Molina, ni la autopista de peaje AP-9, ya que es necesaria tener una conexión como el Vial 18. El mayor volumen del tráfico de la entrada y salida de la ciudad La Coruña es la autopista de peaje AP-9, a pase de que es una autopista de pago, por lo cual que tiene conexión con la autovía del Noroeste, (A-6) a Lugo y Madrid. En esta autopista de peaje AP-9, tiene un enlace libre de peaje, que es el enlace de La Barcala, liberado en mayo de 2006, que le da mayor volumen de tráfico a La Coruña desde Cambre, San Pedro de Nós, El Temple y El Burgo, produce la mayor congestión del tráfico en los días laborales, en horas puntas.
De así, la alternativa desde la AP-9, permite a tener la conexión por el sur al oeste de La Coruña a través de la autovía AC-14 y el V-14 de la Tercera Ronda, a los barrios como Los Rosales, Agra del Orzán, El Ventorillo, Elviña, Birloque, San Pedro de Visma, Labañou-San Roque, Los Mallos, Vioño, etc. Contando con la conexión a varios polígonos como: Polígono Industrial de A Grela-Bens, Polígono Industrial de Pocomaco y Polígono Industrial de Vío, evitando las conexiones desde la Avenida de Alfonso Molina, por varias congestiones de tráfico de la Avenida de San Cristóbal en los barrios de Elviña y Birloque hasta los accesos del Polígono Industrial de A Grela-Bens. Mas para reducir las congestiones de las dos Rondas como Ronda de Outeiro y Ronda de Nelle|.
De la evolución sobre el proyecto del Vial 18, había transcurrido el estudio informativo desde el año 2012 hasta 2014, cuando está iniciado los trámites medio ambientales antes de aprobarse provisionalmente el proyecto y la información pública:
- Con fecha de 14 de noviembre del año 2014: El Ayuntamiento avanza en su propuesta de construir la Cuarta Ronda, una autovía que conectará la nueva carretera de Lonzas con el vial al puerto exterior.

- Con fecha de 19 de febrero del año 2015: Fomento se toma con calma el Vial 18.[3]

- Con fecha de 26 de marzo del año 2015: Fomento expone su proyecto para construir el vial 18.[4]

Hasta entonces, se quedó aprobado de forma provisional el proyecto, había sometido la información pública a través de esta nota de prensa del Ministerio de Fomento, con fecha del 26 de marzo del año 2015. Queda pendiente de la aprobación definitiva y una vez aprobado, licitará las obras, por un proyecto (estimación) de 18,9 millones de euros. En 2019 sometieron a información pública el anteproyecto y el estudio de impacto ambiental. En 2023, casi 5 años después de someterse a información pública de la DIA, finalmente fue obtenida y formulada. En abril de 2024, tras más de 5 años, finalmente ha sido aprobado de forma definitivamente el anteproyecto y solo le queda el siguiente paso a la nueva licitación de proyecto.

## Tramos
| Denominación | Tramo                          | Kilómetros | Estado (2025) |
| ------------ | ------------------------------ | ---------- | --- |
|              | Zapateira AC-14 - Vilaboa AP-9 | 2,1        | Anteproyecto terminado (aprobado definitivamente) (pendiente nueva licitación de proyecto) DIA obtenida y formulada (pendiente licitación de obras) |

## Trazado (en proyecto)
| Velocidad (en proyecto) | Esquema | Salida | Sentido A Zapateira (AC-14)                                                                              | Carriles | Sentido Vilaboa (AP-9) | Carretera | Notas |
| ----------------------- | ------- | ------ | --- | -------- | --- | --------- | ----- |
|                         |         |        | Comienzo de la Autovía de Conexión AC-14 con la AP-9 V-18 Procede de: E-1 AP-9 p.k.m. 4+000              |          | Fin de la Conexión AC-14 con la AP-9 Incorporación final: E-1 AP-9 Dirección final: E-1 AP-9 Santiago de Compostela - Ferrol A-6 Lugo - Madrid | E-1 AP-9  |       |
|                         |         |        | Posible ascenso (5%): Sin enlaces                                                                        |          | Posible descenso (5%): Sin enlaces |           |       |
|                         |         |        | Fin de la Conexión AC-14 con la AP-9 Incorporación final: DP-3006 Dirección final: Zapateira - La Coruña |          | Comienzo de la Autovía de Conexión AC-14 con la AP-9 V-18 Procede de: DP-3006 Zapateira (por la glorieta)                                      | DP-3006   |       |